# Maurizio Gucci
Maurizio Gucci (Florencia, 26 de septiembre de 1948 – Milán, 27 de marzo de 1995) fue un empresario italiano y director ejecutivo de la firma de productos de lujo Gucci. Fue el hijo de Rodolfo Gucci, y nieto del fundador Guccio Gucci.

## Biografía
Maurizio Gucci nació el 26 de septiembre de 1948 en Florencia, Italia. Sus progenitores fueron Rodolfo Gucci y Sandra Ravel.
En mayo de 1983, Rodolfo Gucci murió en Milán. Su hijo Maurizio Gucci heredó la participación mayoritaria de su padre en la compañía y lanzó una guerra legal contra su tío Aldo Gucci para controlar Gucci en su totalidad (un procesamiento dirigido por el fiscal Rudolph Giuliani, y con Domenico de Sole representando a la familia Gucci).
En 1988, Paolo Gucci vendió casi 47,8% de Gucci al fondo de inversión en Baréin Investcorp (dueño de Tiffany desde 1984), y Maurizio retuvo el otro 50%. Entre 1991 y 1993, las finanzas en Gucci se encontraban en números rojos. Maurizio Gucci fue culpado de gastar cantidades extravagantes de dinero en la sede de la compañía en Florencia (Via delle Caldaie palazzo) y en Milán.
Maurizio Gucci vendió sus acciones en Gucci en 1993 al grupo de inversión Investcorp por 170 millones de dólares. En 1995, un año y medio después de la venta de Gucci, fue asesinado por el disparo de un sicario contratado por su exesposa Patrizia Reggiani, que fue condenada y encarcelada por ello en 1998.